# Kometen
Kometen är en modern hopklippning av en dokumentärfilm från 2004 av Johan Löfstedt. Den hade premiär i SVT den 6 februari 2004. 

## Handling
Stockholm, år 1965. En man med en smalfilmskamera dokumenterar staden och dess invånare dagarna innan kometens nedslag. En stumfilmsdokumentär från tiden före jordens undergång. Filmen bygger på de 297 dubbel-8-rullar som amatörfotograf Bror Jacques de Wærn filmade mellan åren 1959 och 1971.